# Корытня (погост)
Погост Корытня, Корытинский погост — исчезнувший населённый пункт Московской губернии Подольского уезда.
Географическое положение: Московская обл., адм. тер. Подольск, урочище Корытня (1 км к юго-западу от д. Лопаткино).

## Храмы
Храм на Корытинском погосте существовал в XVI—XIX веках, а позже сменился часовней.
Деревянная Церковь Успения Богородицы на погосте Корытня существовала минимум с 17 века.
Из документов известно, что «…в 1627 г. на Корытинском погосте находилась Успенская церковь, которая была ветха и обвалилась…». Вместо неё в 1647 году была построена новая деревянная церковь, которая из-за ветхости в 1790 году была заменена другой деревянной церковью.
Домовый Храм во имя Сошествия Святого Духа при усадьбе Воробьево являлся приписным к Успенской приходской на погосте Корытня. Появление церкви в усадьбе Воробьево связано с именем Елизаветы Ростиславовны Вяземской: ей приходилось ездить на богослужения на погосте Корытню, что стало тяжело для пожилой помещицы.
Ночью 27 декабря 1897 года Успенская церковь на погосте сгорела. Некоторое время приходские богослужения совершались в приписном храме в усадьбе Воробьево.
На месте Успенской церкви в 1900 была сооружена деревянная Часовня Успения Пресвятой Богородицы на погосте Корытня. Ктитором её был Кочетов Иван Сергеевич.
В феврале 1898 года жители соседней деревни Валищево обратились к епископу Дмитровскому Нестору (Метаниеву) за разрешением перенести престол и построить новую церковь, но уже не на вымирающем погосте Корытня, а в своей деревне. 5 января 1900 года митрополит Московский Владимир (Богоявленский) благословил строительство новой каменной церкви в деревне Валищево, для чего специально был построен кирпичный завод. См. Церковь Успения Пресвятой Богородицы (Валищево).

### Духовенство
Священники:
- Симеон Иванов (ок. 1692-?) — в 1730-е
- Алексей Иванов (Смиренский) (ок. 1728-?), зять предыдущего — в 1770—1780-е
- Иоанн Васильев  — в 1780-е
- Иоанн Степанов (ок. 1740-1813) — в 1780—1810-е
- Павел Васильев (Виноградов) (ок. 1760-?) — в 1810—1830-е
- Иероним Михайлов Постников (ок. 1781-?) — в 1846
- Михаил Александров Орловский (ок. 1816-?) — в 1850-е

|      | Священник                                                                                 | Дьячок | Пономарь                                                                    |
| ---- | ----------------------------------------------------------------------------------------- | --- | --------------------------------------------------------------------------- |
| 1739 | Симеон Иванов (ок. 1692-?) жена его Праскева Иванова (ок. 1692-?)                         | Иван Иванов (ок. 1702-?), жена его Марья Иванова (ок. 1705-?)                                                         | Гаврила Иванов (ок. 1687-?), жена его Устинья Васильева (ок. 1689-?)        |
| 1771 | Алексей Иванов (Смиренский), жена его Дарья Симеонова (ок. 1730-?), дочь предыдущего попа | — нет — | — нет —                                                                     |
| 1772 | Алексей Иванов (Смиренский), жена его Дарья Симеонова (ок. 1730-?), дочь предыдущего попа | — нет — | — нет —                                                                     |
| 1775 | Алексей Иванов (Смиренский), жена его Дарья Симеонова (ок. 1730-?), дочь предыдущего попа | — нет — | Александр Варфоломеев (ок. 1744-?), жена его Стефанида Иванова (ок. 1745-?) |
| 1780 | Алексей Иванов (Смиренский), жена его Дарья Симеонова (ок. 1730-?), дочь предыдущего попа | Иван Алексеев (Смиренский) (ок. 1762-?), сын попа, впоследствии пономарь. Жена его Евдокия Алексеева (ок. 1764-?)     | Александр Варфоломеев (ок. 1744-?), жена его Стефанида Иванова (ок. 1745-?) |
| 1781 | Алексей Иванов (Смиренский), жена его Дарья Симеонова (ок. 1730-?), дочь предыдущего попа | — нет — | Александр Варфоломеев (ок. 1744-?), жена его Стефанида Иванова (ок. 1745-?) |
| 1783 | Иоанн Васильев                                                                            | Федор Симеонов (Смирнов) (ок. 1755—1800) Жена его Варвара Иванова (ок. 1756-?)                                        | Иван Алексеев (Смиренский) (см. выше)                                       |
| 1785 | Иоанн Васильев                                                                            | Федор Симеонов (Смирнов) (ок. 1755—1800) Жена его Варвара Иванова (ок. 1756-?)                                        | Иван Алексеев (Смиренский) (см. выше)                                       |
| 1787 | Иоанн Степанов, жена его Авдотья Родионова (ок. 1749-?)                                   | Федор Симеонов (Смирнов) (ок. 1755—1800) Жена его Варвара Иванова (ок. 1756-?)                                        | Иван Алексеев (Смиренский) (см. выше)                                       |
| 1791 | Иоанн Степанов, жена его Авдотья Родионова (ок. 1749-?)                                   | Федор Симеонов (Смирнов) (ок. 1755—1800) Жена его Варвара Иванова (ок. 1756-?)                                        | Иван Алексеев (Смиренский) (см. выше)                                       |
| 1792 | Иоанн Степанов, жена его Авдотья Родионова (ок. 1749-?)                                   | Федор Симеонов (Смирнов) (ок. 1755—1800) Жена его Варвара Иванова (ок. 1756-?)                                        | Иван Алексеев (Смиренский) (см. выше)                                       |
| 1794 | Иоанн Степанов, жена его Авдотья Родионова (ок. 1749-?)                                   | Федор Симеонов (Смирнов) (ок. 1755—1800) Жена его Варвара Иванова (ок. 1756-?)                                        | Иван Алексеев (Смиренский) (см. выше)                                       |
| 1797 | Иоанн Степанов, жена его Авдотья Родионова (ок. 1749-?)                                   | Федор Симеонов (Смирнов) (ок. 1755—1800) Жена его Варвара Иванова (ок. 1756-?)                                        | Иван Алексеев (Смиренский) (см. выше)                                       |
| 1799 | Иоанн Степанов, жена его Авдотья Родионова (ок. 1749-?)                                   | Филипп Федоров (Смирнов; Ромоновский) (ок. 1781-?), сын предыдущего дьячка. Жена его Екатерина Федорова (ок. 1780-?), | Иван Алексеев (Смиренский) (см. выше)                                       |
| 1811 | Иоанн Степанов, жена его Авдотья Родионова (ок. 1749-?)                                   | Филипп Федоров (Смирнов; Ромоновский) (ок. 1781-?), сын предыдущего дьячка. Жена его Екатерина Федорова (ок. 1780-?), | Иван Алексеев (Смиренский) (см. выше)                                       |
| 1813 | Павел Васильев (Виноградов), жена его Евдокия Андреева (ок. 1760-?)                       | Филипп Федоров (Смирнов; Ромоновский) (ок. 1781-?), сын предыдущего дьячка. Жена его Екатерина Федорова (ок. 1780-?), | Иван Алексеев (Смиренский) (см. выше)                                       |
| 1816 | Павел Васильев (Виноградов), жена его Евдокия Андреева (ок. 1760-?)                       | Филипп Федоров (Смирнов; Ромоновский) (ок. 1781-?), сын предыдущего дьячка. Жена его Екатерина Федорова (ок. 1780-?), | Иван Алексеев (Смиренский) (см. выше)                                       |
| 1817 | Павел Васильев (Виноградов), жена его Евдокия Андреева (ок. 1760-?)                       | Филипп Федоров (Смирнов; Ромоновский) (ок. 1781-?), сын предыдущего дьячка. Жена его Екатерина Федорова (ок. 1780-?), | Иван Алексеев (Смиренский) (см. выше)                                       |
| 1819 | Павел Васильев (Виноградов), жена его Евдокия Андреева (ок. 1760-?)                       | Филипп Федоров (Смирнов; Ромоновский) (ок. 1781-?), сын предыдущего дьячка. Жена его Екатерина Федорова (ок. 1780-?), | Иван Алексеев (Смиренский) (см. выше)                                       |
| 1823 | Павел Васильев (Виноградов), жена его Евдокия Андреева (ок. 1760-?)                       | Филипп Федоров (Смирнов; Ромоновский) (ок. 1781-?), сын предыдущего дьячка. Жена его Екатерина Федорова (ок. 1780-?), | Иван Алексеев (Смиренский) (см. выше)                                       |
| 1825 | Павел Васильев (Виноградов), жена его Евдокия Андреева (ок. 1760-?)                       | Филипп Федоров (Смирнов; Ромоновский) (ок. 1781-?), сын предыдущего дьячка. Жена его Екатерина Федорова (ок. 1780-?), | Иван Алексеев (Смиренский) (см. выше)                                       |
| 1834 | Павел Васильев (Виноградов), жена его Евдокия Андреева (ок. 1760-?)                       | Филипп Федоров (Смирнов; Ромоновский) (ок. 1781-?), сын предыдущего дьячка. Жена его Екатерина Федорова (ок. 1780-?), | Иван Алексеев (Смиренский) (см. выше)                                       |
| 1846 | Иероним Михайлов Постников, жена его Марфа Павлова                                        | Филипп Федоров (Смирнов; Ромоновский) (ок. 1781-?), сын предыдущего дьячка. Жена его Екатерина Федорова (ок. 1780-?), | Иван Моисеев Гумилевский (1824 -?), жена его Марфа Стефанова (ок. 1822 -?)  |
| 1850 | Михаил Александров Орловский, жена его Олимпиада Николаева (ок. 1825-?)                   | Алексей Филиппов Ромоновский (ок. 1813 — ?), сын предыдущего дьячка Жена его Евдокия Егорова (ок. 1809-?)             | Иван Моисеев Гумилевский (1824 -?), жена его Марфа Стефанова (ок. 1822 -?)  |
| 1852 | Михаил Александров Орловский, жена его Олимпиада Николаева (ок. 1825-?)                   | Алексей Филиппов Ромоновский (ок. 1813 — ?), сын предыдущего дьячка Жена его Евдокия Егорова (ок. 1809-?)             | Иван Моисеев Гумилевский (1824 -?), жена его Марфа Стефанова (ок. 1822 -?)  |
| 1856 | Михаил Александров Орловский, жена его Олимпиада Николаева (ок. 1825-?)                   | Алексей Филиппов Ромоновский (ок. 1813 — ?), сын предыдущего дьячка Жена его Евдокия Егорова (ок. 1809-?)             | — нет —                                                                     |
| 1857 | Михаил Александров Орловский, жена его Олимпиада Николаева (ок. 1825-?)                   | Алексей Филиппов Ромоновский (ок. 1813 — ?), сын предыдущего дьячка Жена его Евдокия Егорова (ок. 1809-?)             | Иван Сергеев                                                                |
|      |                                                                                           | |                                                                             |